# Dimerocostus cryptocalyx
Dimerocostus cryptocalyx là một loài thực vật có hoa trong họ Costaceae. Loài này được N.R.Salinas & Betancur mô tả khoa học đầu tiên năm 2004.